# Султанов, Гаджибек Фараджуллаевич
Гаджибек Фараджулла оглы Султанов (азерб. Hacıbəy Fərəculla oğlu Sultanov; 1921—2008) — советский и азербайджанский астроном.

## Биография
Родился в селе Шаган (ныне Хазарского района), в 1942 окончил Азербайджанский университет. В 1948—1951 — аспирант МГУ. С 1953 руководил работами по созданию (выбор места, проектирование, установка 2-метрового телескопа) Шемахинской астрофизической обсерватории АН АзССР. В 1956—1960 возглавлял Сектор астрофизики АН АзССР. В 1960—1981 — директор Шемахинской астрофизической обсерватории, с 1981 — руководитель лаборатории небесной механики и астрофизики Института космических исследований природных ресурсов АН АзССР.
Академик АН АзССР (1972).
Лауреат Государственной премии СССР (1987).
Погиб при пожаре в здании управления Шемахинской обсерватории в Баку.
Основные труды в области небесной механики и космогонии Солнечной системы. Выполнил методами небесной механики и математической статистики цикл исследований, посвящённых различным аспектам происхождения, структуры и эволюции кольца астероидов. Детально анализируя гипотезу Г. В. Ольберса о происхождении астероидов в результате распада одной планеты, показал, что это предположение в своём первоначальном виде не может объяснить деление малых планет на отдельные семейства. Развил гипотезу, согласно которой кольцо малых планет образовалось в результате последовательных распадов немногочисленных более крупных первичных тел, возникших на первом этапе эволюции протопланетного вещества. Определил формы орбит первичных крупных тел и их положение в пространстве.